# توسو امبدو
توسو نوکواندا امبِدو (انگلیسی: Thuso Nokwanda Mbedu؛ زادهٔ ۸ ژوئیه ۱۹۹۱) بازیگر اهل آفریقای جنوبی است. او به خاطر ایفای نقش در مجموعه درام نوجوانانهٔ آفریقای جنوبی به نام دختر نوجوان به شهرت رسید که برای آن به‌طور متوالی در سال‌های ۲۰۱۷ و ۲۰۱۸ نامزد دریافت جایزه امی بین‌المللی شد. امبِدو بعدها در فهرست ۳۰ شخص زیر ۳۰ سال از سوی مجله فوربز در سال ۲۰۱۸ قرار گرفت.
در سال ۲۰۲۱، او در مجموعه تلویزیونی کوتاه آمازون پرایم ویدئو به نام راه‌آهن زیرزمینی در نقش کُورا بازی کرد که او را به اولین بازیگر زن اهل آفریقای جنوبی تبدیل کرد که در یک مجموعه تلویزیونی آمریکایی نقش اصلی را ایفا می‌کند. این نقش باعث شد که او جایزه ایندیپندنت اسپیریت را برای بهترین بازیگر زن در یک سریال جدید دریافت کند. سپس او در فیلم تاریخی آمریکایی پادشاه زن (۲۰۲۲) در نقش ناوی بازی کرد که اولین تجربه سینمایی او بود.

## اوایل زندگی و تحصیلات
امبِدو در مرکز پزشکی میدلندز در پیترماریتسبرگ، کوازولو-ناتال، آفریقای جنوبی به دنیا آمد. مادرش از تبار زولو و پدرش از تبارهای سوتو و کوسا بود. او در منطقه پلهم توسط مادربزرگش بزرگ شد، که پس از درگذشت والدینش در سنین پایین، سرپرستی قانونی او را بر عهده گرفت.
امبِدو ابتدا در مدرسه ابتدایی پلهم و سپس در دبیرستان دخترانه پیترماریتسبرگ تحصیل کرد. او بعداً به دانشگاه ویتواترسرند (ویتس) رفت و در رشته تئاتر فیزیکی و مدیریت هنرهای نمایشی تحصیل کرد و در سال ۲۰۱۳ فارغ‌التحصیل شد. امبدو همچنین در سال ۲۰۱۲ یک دوره در استودیو بازیگری استلا آدلر در نیویورک سیتی گذراند.